# Wide Open Spaces (песня)
«Wide Open Spaces» — песня американской кантри-группы Dixie Chicks, вышедшая 28 июня 1998 года в качестве 3-го сингла с их четвёртого студийного альбома Wide Open Spaces (1998). Песню написала Сюзан Гибсон (Susan Gibson), продюсером были Блейк Ченси и Пол Уорли. Сингл достиг первого места в кантри-чарте Hot Country Songs (став для Dixie Chicks их 2-м чарттоппером, после «There’s Your Trouble» и за которым последует с текущего альбома ещё и «You Were Mine»). Сингл 4 недели пробыл на первом месте чарта.
Сюзан Гибсон в конце 1990-х годов была лидером кантри-группы The Groobees.
Сюзан Гибсон и песня «Wide Open Spaces» рассматриваются примером влияния западного Техаса на кантри-музыку.
Песня получила положительные отзывы и названа Country Music Association Awards Лучшим сингнлом года (Single of the Year) в 1999 году. Кроме того, автор песни Гибсон выиграла профессиональную награду от American Songwriter как лучший автор (Professional Country Songwriter of the Year award) в начале 2000 года, также как и приз BMI award от Broadcast Music, Inc. (Broadcast Music Incorporated, BMI) в предыдущем году.
В 2001 году американская ассоциация RIAA включила песню «Wide Open Spaces» под номером 259 в их список 365 лучших песен столетия (Songs of the Century).
Музыкальное видео было снято на фестивале West Fest, ежегодно проходящим в Уинтер-Парке (штат Колорадо, США), где группа Dixie Chicks выступала 4 года подряд.
Режиссёром видео был Thom Oliphant, снявший ранее и такие клипы как «There’s Your Trouble» и «Without You». Сам клип был назван Country Music Association Awards лучшим видео 1999 года (Music Video of the Year, 1999). Кроме того, видео вошло под № 32 в список 100 лучших видео CMT (100 Greatest Videos, 2004).

## Чарты
| Чарт (1998)                       | Высшая позиция |
| --------------------------------- | -------------- |
| Canada Country Tracks (RPM)       | 1              |
| США (Billboard Hot 100)           | 41             |
| США (Billboard Hot Country Songs) | 1              |

## Итоговые годовые чарты
| Чарт (1998)                  | Позиция |
| ---------------------------- | ------- |
| Canada Country Tracks (RPM)  | 16      |
| US Country Songs (Billboard) | 61      |

| Чарт (1999)                  | Позиция |
| ---------------------------- | ------- |
| US Country Songs (Billboard) | 70      |